# Ак-Суу (Иссык-Кульская область)

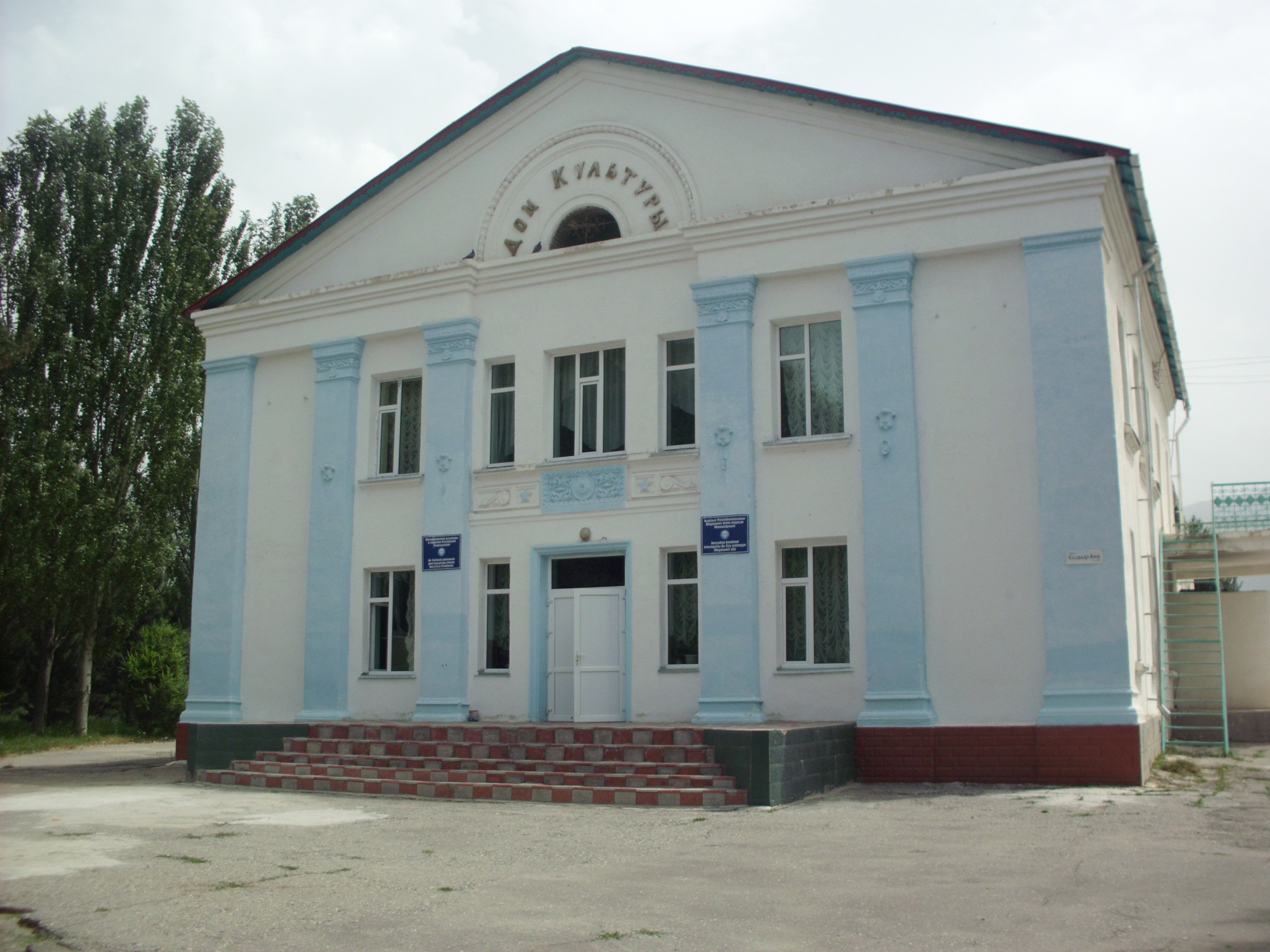
Дом культуры в селе

Ак-Суу́ (официально — Теплоключенка; кирг. Ак-Суу, Теплоключенка) — село, административный центр Ак-Суйского района Иссык-Кульской области Кыргызстана. Административный центр Теплоключенского айыльного округа. Код СОАТЕ — 41702 205 848 01 0. Село находится в 9 км от города Каракол. Раньше это было поселение, в котором жили русские, украинцы и эльмиры, которые и дали ласковое название этому месту «Теплоключенка»

## География
Село Ак-Суу расположено в восточной части Иссык-Кульской области.
В гранитном ущелье Ак-Суу, ширина дна которого 30-40 метров а высота склонов около 300 метров, протекает одноимённая река Ак-Суу. Недалеко от Джиланды — Иссык-кульского заповедника Теплоключенского округа — в реку Ак-Суу впадает другая — Арашан. За курортом ущелье расширяется, на склонах ущелья произрастают елово-туевые леса, одинокие кустарники барбариса, полынь и ковыль. Среди его достопримечательностей есть моренно-ледниковое озеро и Кашка-Суу и два водопада высотой 25 и 30 м.
В районе села Ак-Суу есть ущелье Арашан, с курортными источниками под названием Алтын-Арашан, заканчивается ущелье пиком «Палатка», высота которого составляет 5022 м.
Так же через село Ак-Суу проходит дорога в ущелье Алтын-Арашан.

## Достопримечательности

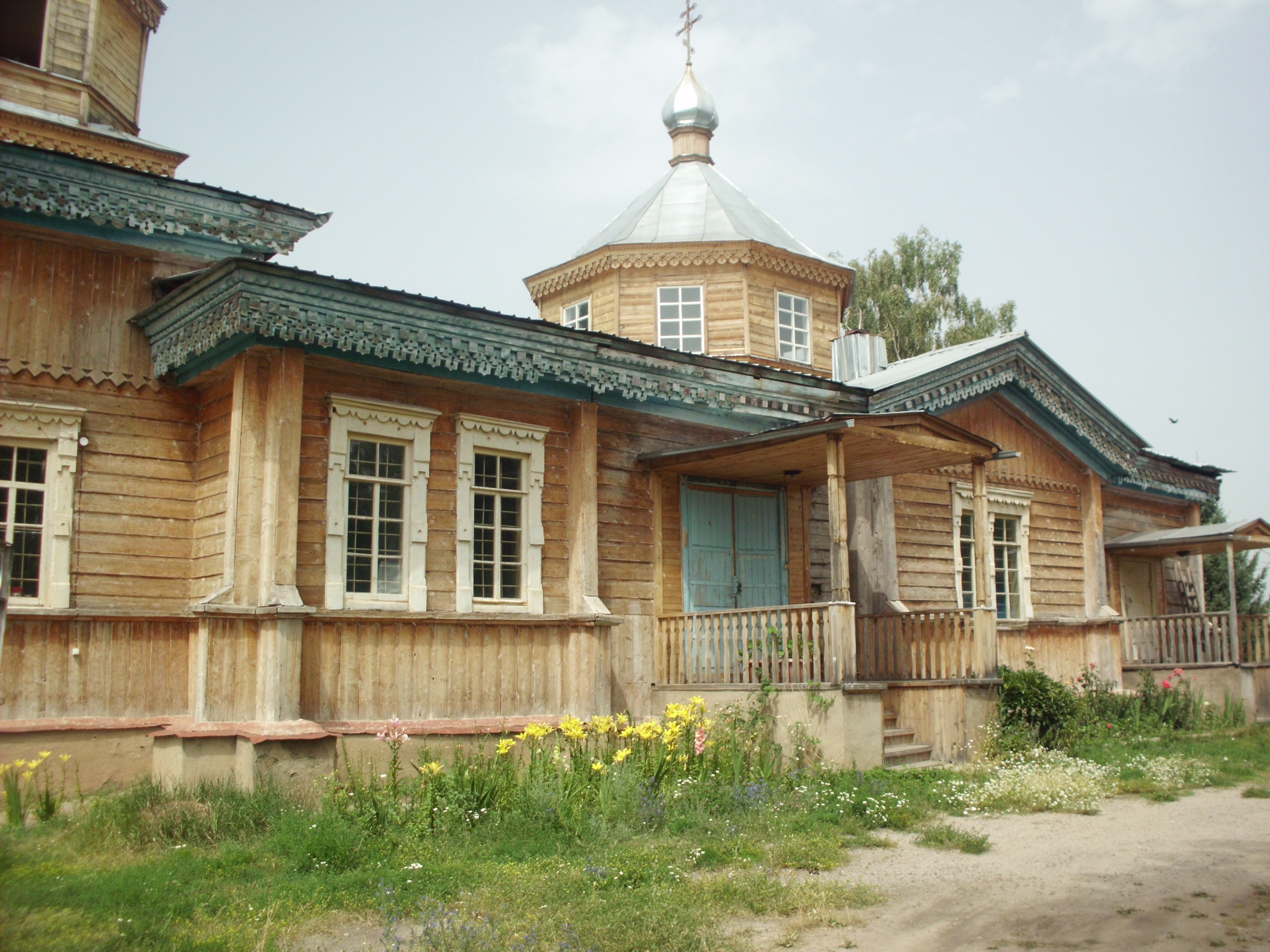
Ак-Суйская православная церковь.

В Ак-Суу находится санаторий для реабилитации детей, переболевших полиомиелитом и страдающих ДЦП (открыт в конце 1990-х годов).
На курорте Ак-Суу имеются лечебные горячие источники, о которых упоминает путешественник Пётр Семёнов-Тян-Шанский.
С 2012 года действует Государственный историко-краеведческий музей имени Кыдыр-аке.

## История
Село Теплоключенка основано, по официальным данным в конце XIX века, но есть единственное упоминание, что первый дом был заложен в 1847 году. Кроме этого, сохранилась дата, выдолбленная на камне в горах близ этого селения, свидетельствующая о том, что славяне проживали в этих местах с 30-го года. Все начиналось с Ак-Суйского укрепления, военного гарнизона, в дальнейшем получившего название Теплоключенка. Укрепление существовало 1864—1869 гг. В 1868 году поселилось 14 семей крестьян-переселенцев. Официальным годом основания Теплоключенки считается 1879 год. Первопоселенцы оседали на правобережье р. Ак-Суу, а в конце XIX — начале XX века селились и на левобережье. В 1878 году в селении было 70 дворов и 423 жителя, к 1913 г. 291 двор и 2604 жителя. Жители сеяли пшеницу, овёс, просо, выращивали овощи, содержали рабочих лошадей, крупный и мелкий рогатый скот, в том числе овец местной породы. В конце конце XIX — начале XX века развивалось пчеловодство и различные промыслы. Имелись 14 водяных мельниц и маслобойня, 8 торговых лавок с годовым оборотом 14 тысяч рублей, приходское училище и церковная школа, где обучалось 73 мальчика и 56 девочек. Одна из самых старинных улиц села раньше называлась трактом (улица С. М. Будённого). Тракт соединял город Пржевальск с селом Теплоключенка и продолжался до самой пограничной заставы. На этой улице появились первые лавки, первые жители — строители улицы: Панченко, Мануйленко, Ласкарев, Лыковы, Трофименцевы, Трубицыны, Сухоруковы. Эти первые жители благоустраивали улицу, украшали дома затейливой резьбой на ставнях, тесовыми воротами. Здесь был впервые заложен в далеком прошлом фруктовый сад большим любителем и знатоком садоводства Михаилом Потапенко. Многие по его примеру старались разводить деревья, и село стало утопать в зелени цветущих садов. Известны фамилии первых семей-переселенцев, поселившихся в этой местности: Щербинин — казак, был послан из Полтавы для поиска пригодных для жизни мест (некоторые потомки и по сей день проживают в селе), Погребняк Пётр — казак, служил на заставе, остался и перевёз семью. Из Харьковской губернии: семья Мищенко — крестьяне из Воронежской губернии, семья Гончаровых, семья Трофименцевых. Православная община в селе Теплоключенка была организована в середине XIX века, в те времена все переселенцы из России — русские и украинцы — были православными, с устойчивыми традициями своей веры. С уставом православной общины были знакомы все жители села от сознательного возраста и до глубокой старости. Они были первыми регулярными прихожанами. Первые службы в селе проходили в холодной церкви, в дальнейшем соорудили войлочную. Это были деревянные доски, обитые для тепла войлоком. С организацией самостоятельной Туркестанской епархии в 1871 году из села Теплоключенка была перенесена в новый уездный город войлочная походная церковь, в которой до 1876 года проходили богослужения. Эта временная церковь в 1876 году была захоронена (закопана в землю) во дворе построенного каракольцами каменного храма во имя Пресвятой Троицы, разрушенного при землетрясении 1889 года. В 1893—1895 годах был построен пятиглавый деревянный храм, отличавшимся красотой архитектуры и внутренним убранством, существующей по ныне. Ремонтно-восстановительные работы в действующем храме села Теплоключенка проводились с 2006 года, когда осматривался фундамент храма с восточной стороны алтаря. В кладке сохранилась медная дощечка размером 10×15 см, заложенная при освящении строительства храма. Текст на дощечке аккуратно выдавлен и буквы составляют пустоты. Из текста следует, что храм св.великомученника Димитрия Солунского в селе Теплоключенка основан 26 марта 1898 года (дата по старому стилю) при правящем епископе Туркестанском Аркадии. Так была определена точная дата основания ныне действующего храма в селе Теплоключенка. Сохранилась старинная фотография храма, на первом плане стоят мужчины, в скромной одежде и кожаных самошитых сапогах, с густыми бородами, как и полагалось быть православным христианам, а чуть в сторонке детский церковный хор из девочек и мальчиков с нотами в руках, в белых фартуках. В центре группы — священник. На оборотной стороне фото дарственная надпись от настоятеля Андрея Вос…ова (некоторые буквы труднопрочитываемые) священнику Андрею Агапову, с датой 22 апреля 1913 года (даты по старому стилю). На фотографии запечатлен красавец-храм с высокой резной колокольней. В больших оконных проёмах виднеются два больших колокола. Очень хорошо виден центральный купол, застеклённый восьмиугольный украшенный резьбой и видно четыре небольших башенки на кровле, маленьких купола без окон, восьмигранной формы с крестами наверху. Именно эта фотография послужила основанием для восстановления в 2009 году утраченной колокольни и центрального купола с восстановленной резьбой. Заложенный храм был достроен в 1912 году, о чём свидетельствует деревянный брус, обнаруженный весной 2009 года во время восстановления колокольни. Надпись была сделана раскалённым железом по дереву неким Иоанном Щетининым 17 сентября 1912 года. Во время капитального ремонта внутри храма, начатого 16 февраля 2009 года, были убраны саманные перегородки, сделанные в советское время. Внутреннее помещение храма приобрело первоначальный вид. Общая площадь составляет приблизительно 400 м2, центральная часть храма более 200 м2, высота внутри храма 3 м 60 см, потолок по всему храму двойной, для тепла. Доски на пол и потолок использовались толщиной 7-8 см. Потолок в центральной части храма поддерживался четырьмя колоннами крестообразной формы. В годы закрытия храма 2 колонны были нарушены, в настоящее время они восстановлены путём наращивания недостающих элементов. Все внутренние стены храма были обиты дранкой и оштукатурены. Потолок по всем комнатам украшен лепкой из местного известняка. Лепка под слоем извести имеет несколько слоёв покраски, тёмно-красного цвета. Настенной росписи нигде не было обнаружено. Снаружи храм был обит досками толщиной 2 см. С южной, северной и западной сторон были сооружены 3 резных высоких крыльца. Крыша южного и северного крыльца была шатровая и держалась на толстых резных бревнах, что придавало лёгкость. Первоначальным до настоящего времени сохранилось центральное западное крыльцо, оно выходило на главную дорогу. Полностью утрачено северное крыльцо, оно было разрушено в послевоенные годы. Южное восстановлено в современном виде в 2008 году. Весь храм из местного, рубленного вручную дерева. Деревянный сруб установлен на высокую кирпичную кладку. Храм в честь святого великомученика Димитрия Солунского в селе Теплоключенка строился приблизительно 14 лет. В советское время учительница из одной местной школы рассказывала ученикам, что храм в селе имел «богатое убранство». Эти сообщения, ничем не обоснованные, появляются в некоторых кратких устных описаниях и по сей день. Бытующее мнение в корне неправильное. Храм достраивался вплоть до 1912—1913 гг. По мнению В. Д. Горячевой и С. Я. Перегудовой, изложенному в статье «Христианские памятники Кыргызстана (19-20 вв.)», вплоть до революции
Установление советской власти в сёлах Пржевальского уезда проходило в особенно трудных условиях: народ относился с недоверием к новой власти, баи и манапы ополчились против неё. В 1921—1922 годах была проведена земельно-водная реформа и начало землеустройства, что вызвало бунт среди баев и манапов. Были введены революционные комитеты, которые просуществовали до ноября 1923 года.
28 февраля 1922 года Пржевальский уезд был переименован в Каракольский. Теплоключенская, Тургенская и Ново-Вознесеновкая волости были слиты в одну волость под названием Тургенская с центром в селе Ново-Вознесеновка. В Тургенскую волость входили сёла: Теплоключенка, Орлиное, Отрадное, Раздольное, Соколовское, Лизогубовка, Зиндан, Ак-Булак, Ак-Булун, Ново-Вознесеновка, Бозучук, Ичке-Джергес, Константиновка, Каирма-Арык, Сары-Камыш, Керегеташ и Уч-Кайнар.
6 декабря 1926 года территорию Киргизии разделили на 52 волости, была образована Теплоключенская волость из половины Тургенской. Теплоключенский волисполком перестал существовать 1 сентября 1930 года в связи с ликвидацией волостей и округов и образованием 24 районов с непосредственным подчинением Киргизской АССР.
В 1939 Теплоключенка относилась к Пржевальскому району (ранее — к Каракольскому). В 1962 году Пржевальский район был ликвидирован, и село было передано в Тюпский район. Такое положение сохранялось вплоть до 1971 года, когда был образован Ак-Суйский район.

## Население
По данным переписи 2022 года в селе проживало 14 058 человека.
|  |  |  |  |
|  |  |  |  |
|  |  |  |  |